# Виолета Великова
Виолета Великова е български учен, доктор на науките, професор по по физиология на растенията към Институа по физиология на растенията и генетика, БАН. Д-р Великова има дългогодишен опит в изучаването на фотосинтезата и изследването на биогенни летливи органични съединения, изучаване на взаимодействието между биосферата и атмосферата, първичния и вторичния метаболизъм на растенията при ограничения на околната среда, въздействие на променящите се климатични фактори и антропогенното замърсяване върху фотосинтетичната производителност. Има приноси в разбирането на механизмите на адаптация на растенията към стресовите условия и разработване на по-устойчиви растителни генотипове с повишени нива на естествени вторични метаболити, които са важна суровина за хранителната и фармацевтичната индустрия.
През 1986 г. завършва Софийския университет с магистрска степен по Екология. През 1998 г. защитава докторска стеяен по Физиология на растенията. Има многобройни публикации в български и чуждестранни научни списания. По случай деня на народните будители 2020 г. е удостоена с награда за съществен индивидуален принос за оформяне на H-индекса на БАН Тя е и носител на ротарианското отличие на името на академик Методий Попов за високи научни постижения в областта на растителната биология.
През 2024 година е избрана за член-кореспондент на Българската академия на науките.